# 菊名站
菊名站（日语：／ Kikuna eki */?）是位於神奈川縣橫濱市港北區菊名七丁目，屬於東日本旅客鐵道（JR東日本）和東急電鐵（東急）的鐵路車站。本站以設站時的地名橘樹郡大綱村大字菊名作為站名。
此站為轉乘站，JR東日本的橫濱線與東急的東橫線2條路線皆在此停靠。依據特定都區市內制度，本站屬於「橫濱市內」。東急車站設有車站編號「TY16」，橫濱線則是「JH 15」。

## 歷史
- 1926年（大正15年）
  - 2月14日：東京橫濱電鐵菊名站開業[2]。
  - 9月1日：國有鐵道菊名站開業。
- 1927年（昭和2年）3月：開通連接國鐵線與東京橫濱電鐵的菊名連絡線[2][3]。
- 1966年（昭和41年）9月：撤除菊名連絡線[2]。
- 1970年（昭和45年）4月1日：國鐵車站停止貨運業務。
- 1972年（昭和47年）7月27日]][4]：為解決大雨造成東急鐵軌淹水的情形，東急、國鐵兩方提高鐵軌，同時東急改建為跨站式站房。此時月台為2面4線構造，並新設拖上線[2]。該拖上線在1988年日比谷線列車直通以前很少使用。
  - 同時期，國鐵站區從側式月台改為島式月台。
- 1987年（昭和62年）4月1日：國鐵分割民營化，橫濱線車站劃入JR東日本。車站管理繼續由東急負責。
- 1988年（昭和63年）8月9日：改點，日比谷線直通列車運行區間配合日吉站改良工程延伸至本站。此外，不僅平日早晨，傍晚以後本站也實施急行的緩急接續。
- 1991年（平成3年）
  - 本站 - 大倉山站區間部分高架化，撤除大倉山第1號-第3號平交道。
    - 東橫線列車採8輛編組，高架化以前因受到站前平交道的限制，月台有效長度僅能停靠20公尺車輛7輛編組。高架化後東橫線月台往澀谷方向延伸以停靠八輛編組列車。

  - 日吉站改良工程完工，午間的日比谷線直通運行區間改至該站。
- 1994年（平成6年）：橫濱線與東橫線轉乘通道設置連絡剪票口。同時JR東日本出站剪票口站房完成，橫濱線車站開始由JR東日本管理。
- 2001年（平成13年）
  - 3月28日：改點，東橫線開始運行特急。本站全日實施緩急接續。
  - 11月18日：JR東日本啟用IC卡「Suica」。
- 2002年（平成14年）3月：東橫線上行月台拓寬，拓寬幅度最大達1.3公尺[5]。
- 2006年（平成18年）3月18日：改點，成為橫濱線快速停靠站。
- 2007年（平成19年）8月23日：改點，日吉站2、3號線月台進行從東橫線改為目黑線的改線工程，日比谷線直通列車全日行駛至本站。
- 2009年（平成21年）11月1日：東急定期券售票處廢止[6]。
- 2010年（平成22年）3月：橫濱線用台設置的資訊看板改成省電型。
- 2013年（平成25年）3月15日：3月16日東橫線與副都心線開始相互直通運轉，結束至本站的日比谷線直通運轉。
- 2017年（平成29年）12月17日：新站房啟用，設置西口電梯並廢除連絡剪票口。[7]。

## 車站結構

### JR東日本
本站是島式月台1面2線的高架車站，月台位於地壘上和彎道上。本站為社員配置站。剪票口在2017年12月17日移至月台上的4樓，變更樓梯位置並新設電扶梯。站內設有綠色窗口、指定席售票機和NEWDAYS。列車進站時除了進站廣播，有時也會撥放進站音樂。
2017年12月16日以前，東神奈川站側設有階梯，其右側是往東急東橫線的轉乘剪票口，左側是JR剪票口（西口）。此站以前是快速通過站，從2006年3月18日起增停本站，除了周六日行駛的特急「濱甲斐路」以外，所有定期旅客營業列車皆在本站停車。

#### 月台配置
| 月台 | 路線   | 方向 | 目的地                   |
| ---- | ------ | ---- | ------------------------ |
| 1    | 橫濱線 | 上行 | 東神奈川、橫濱、大船方向 |
| 2    | 橫濱線 | 下行 | 新橫濱、町田、八王子方向 |

（來源：JR東日本:車站構內圖 （页面存档备份，存于））

#### 無障礙化
橫濱市道路局在2010年3月31日宣布JR站房將進行改良工程。
2014年4月改良工程動工，2017年12月17日部分啟用，2019年3月18日全部竣工。

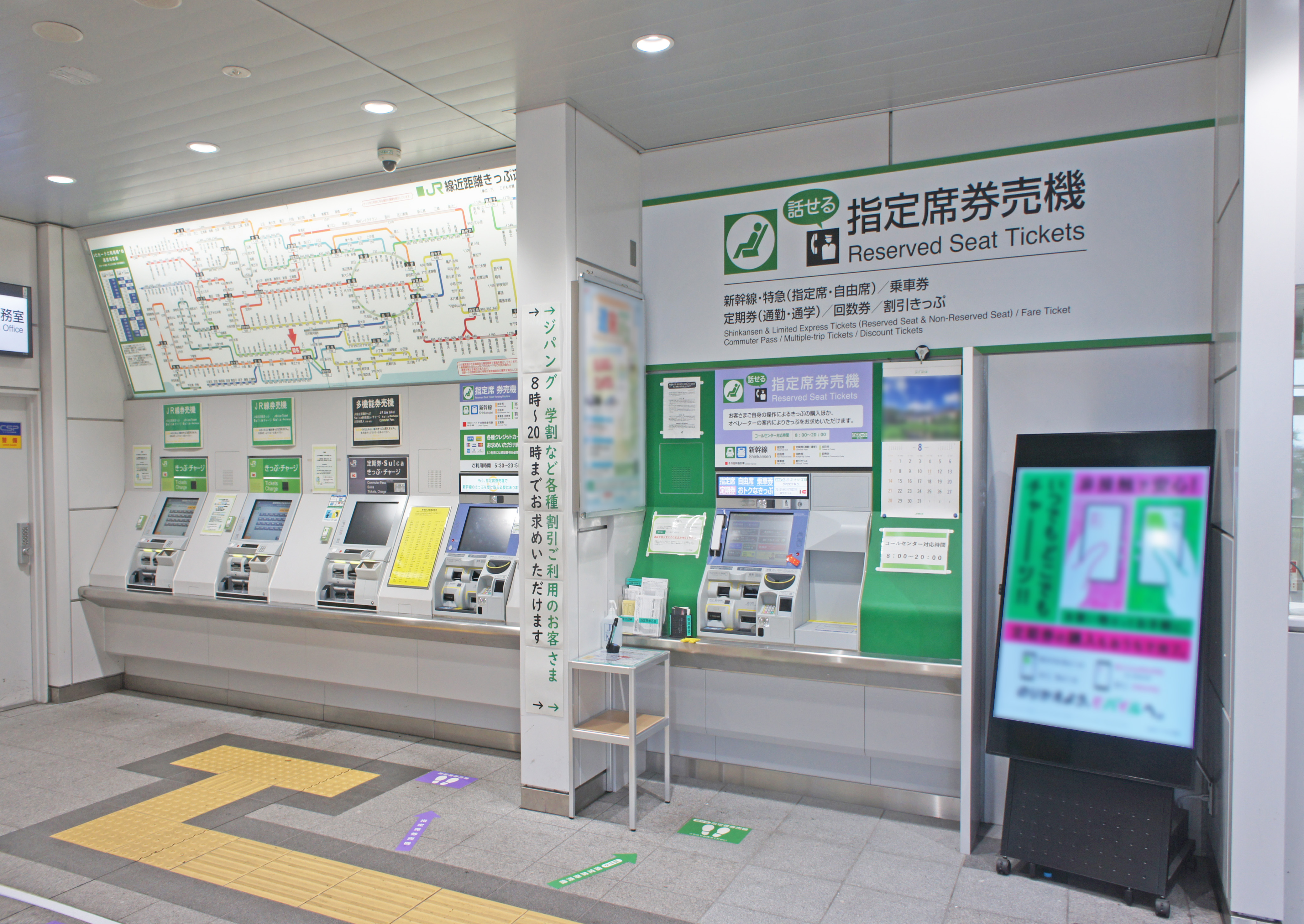
自動售票機（2022年8月）
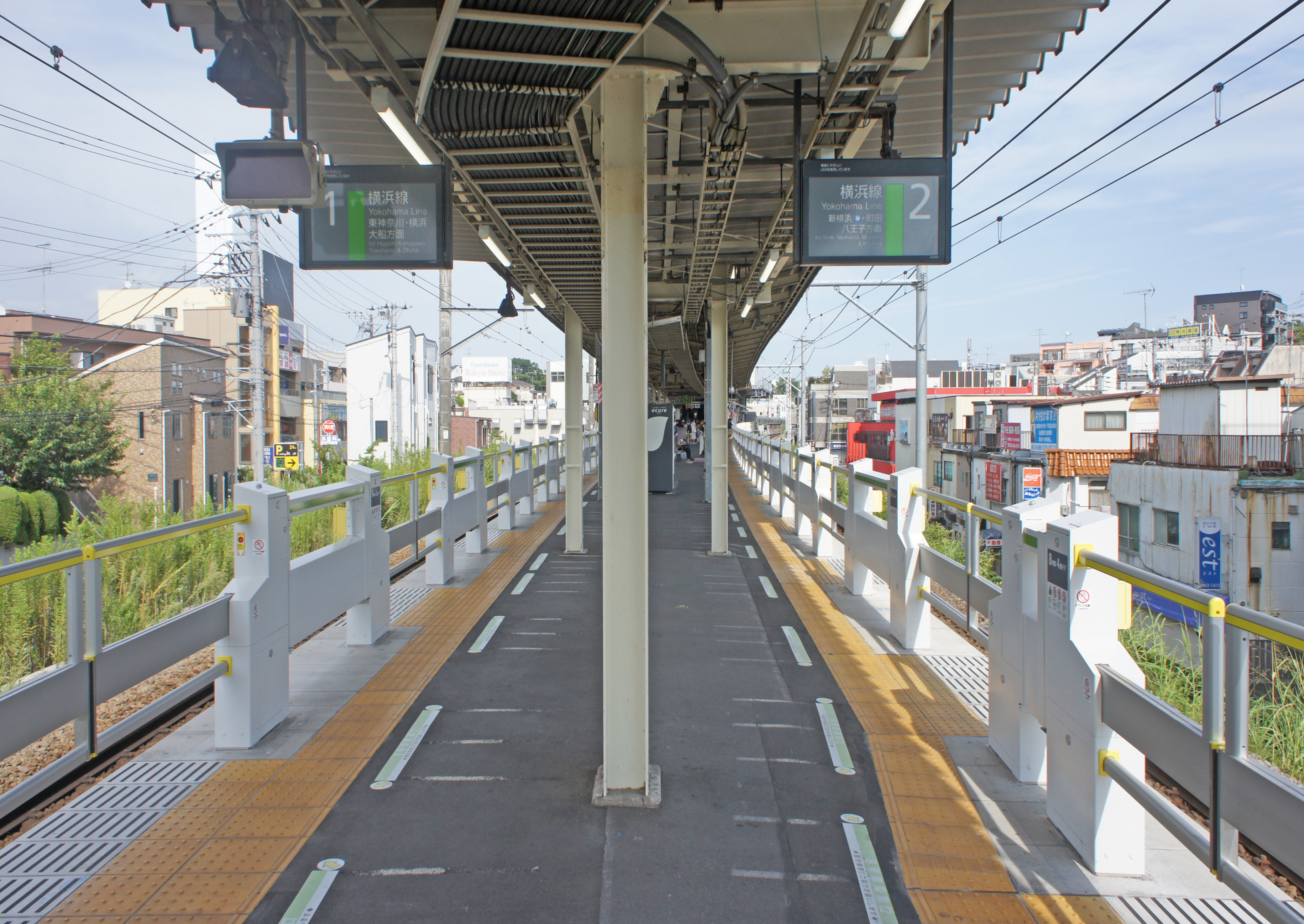
1號與2號月台（2022年8月）
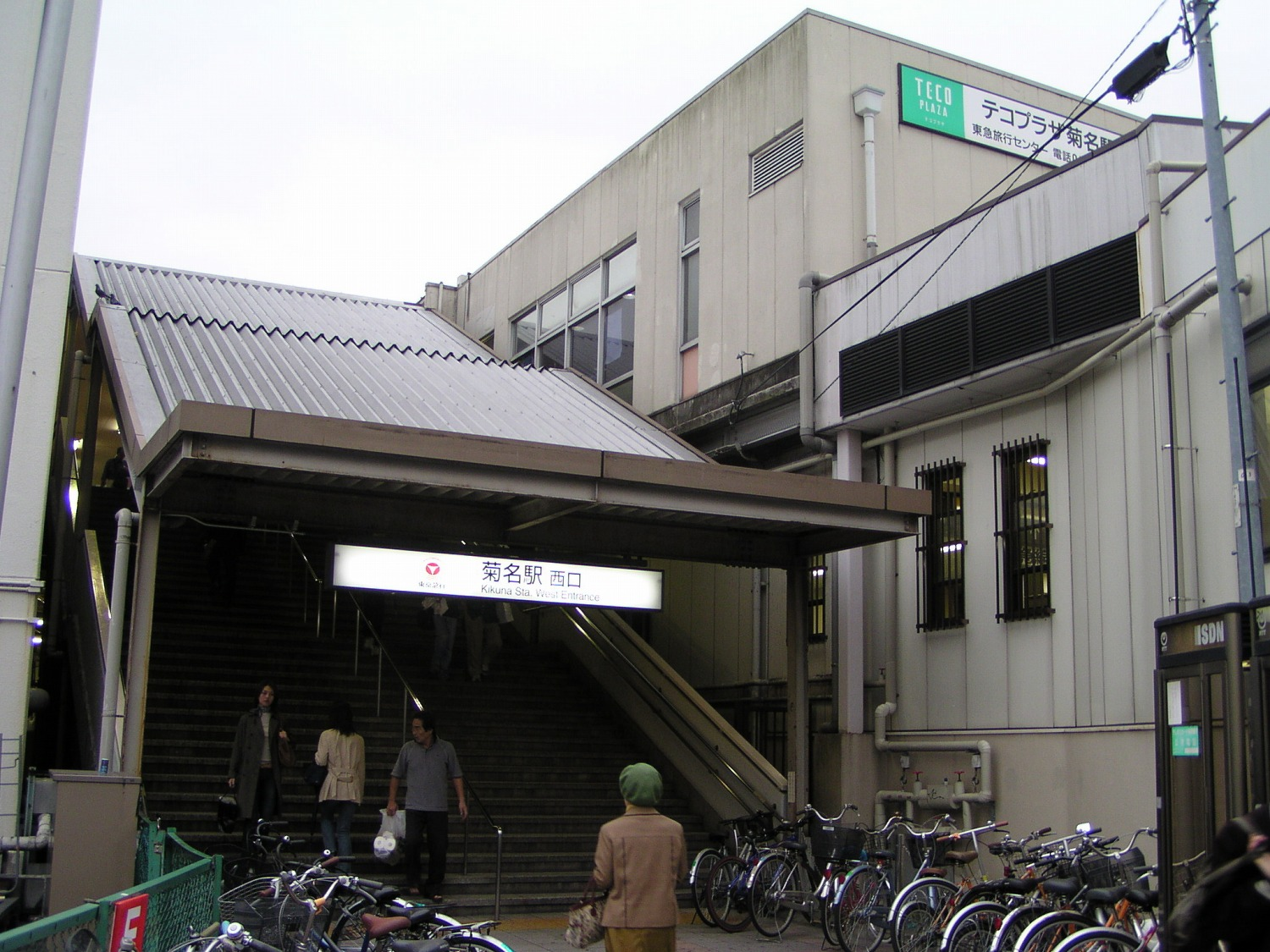
西口（2005年11月）
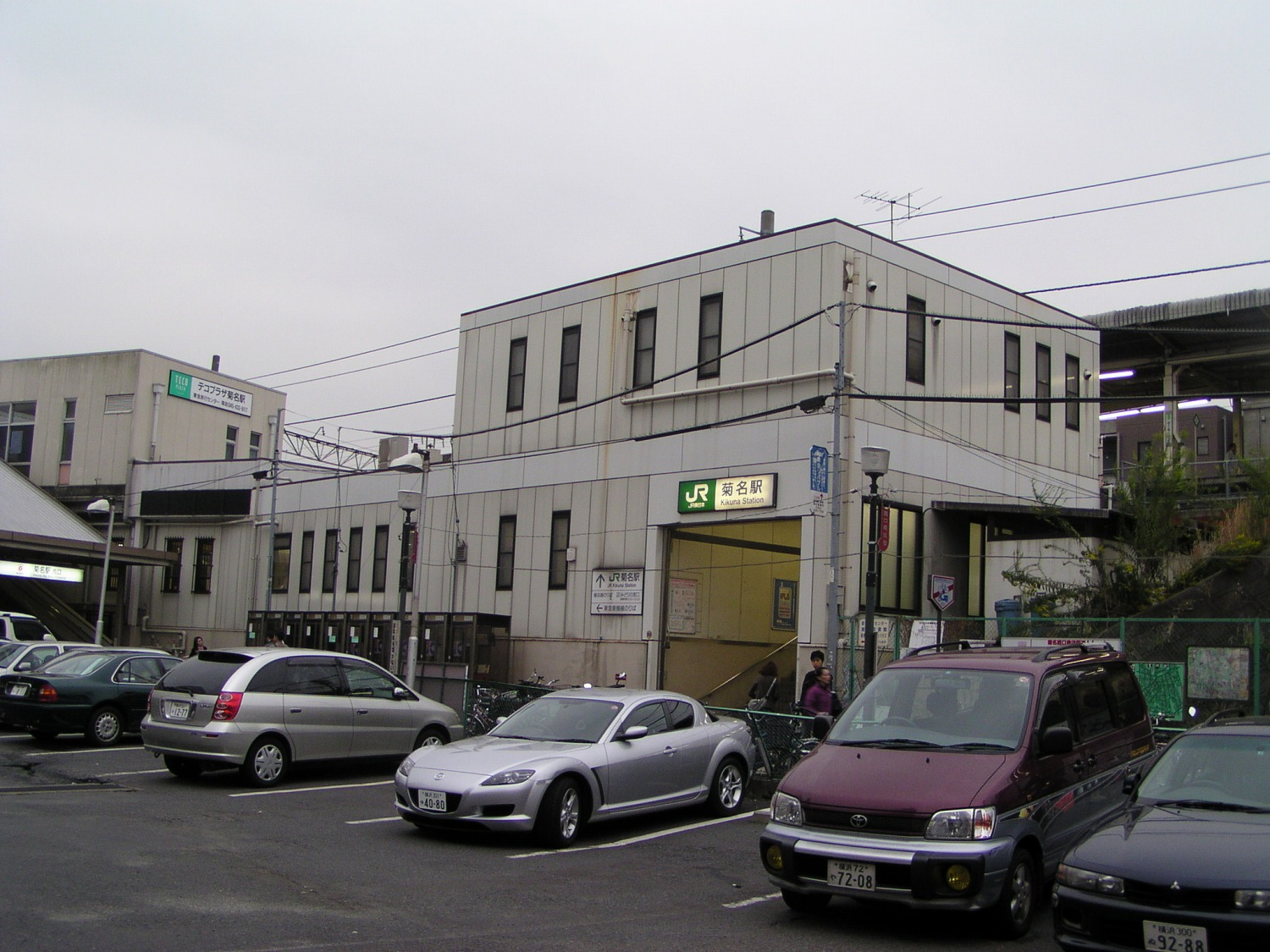
舊JR站房（2005年11）
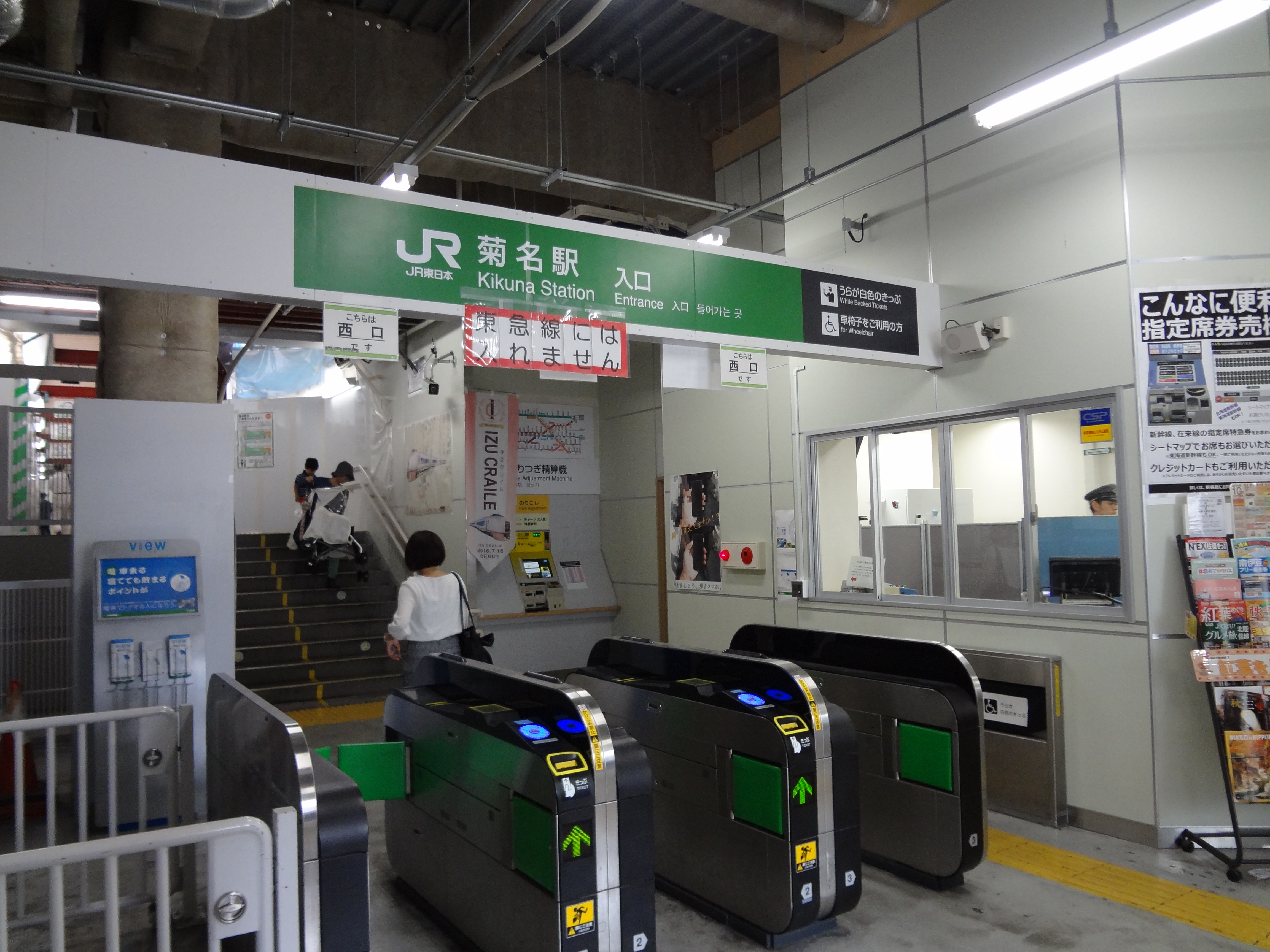
舊剪票口（2016年10月）
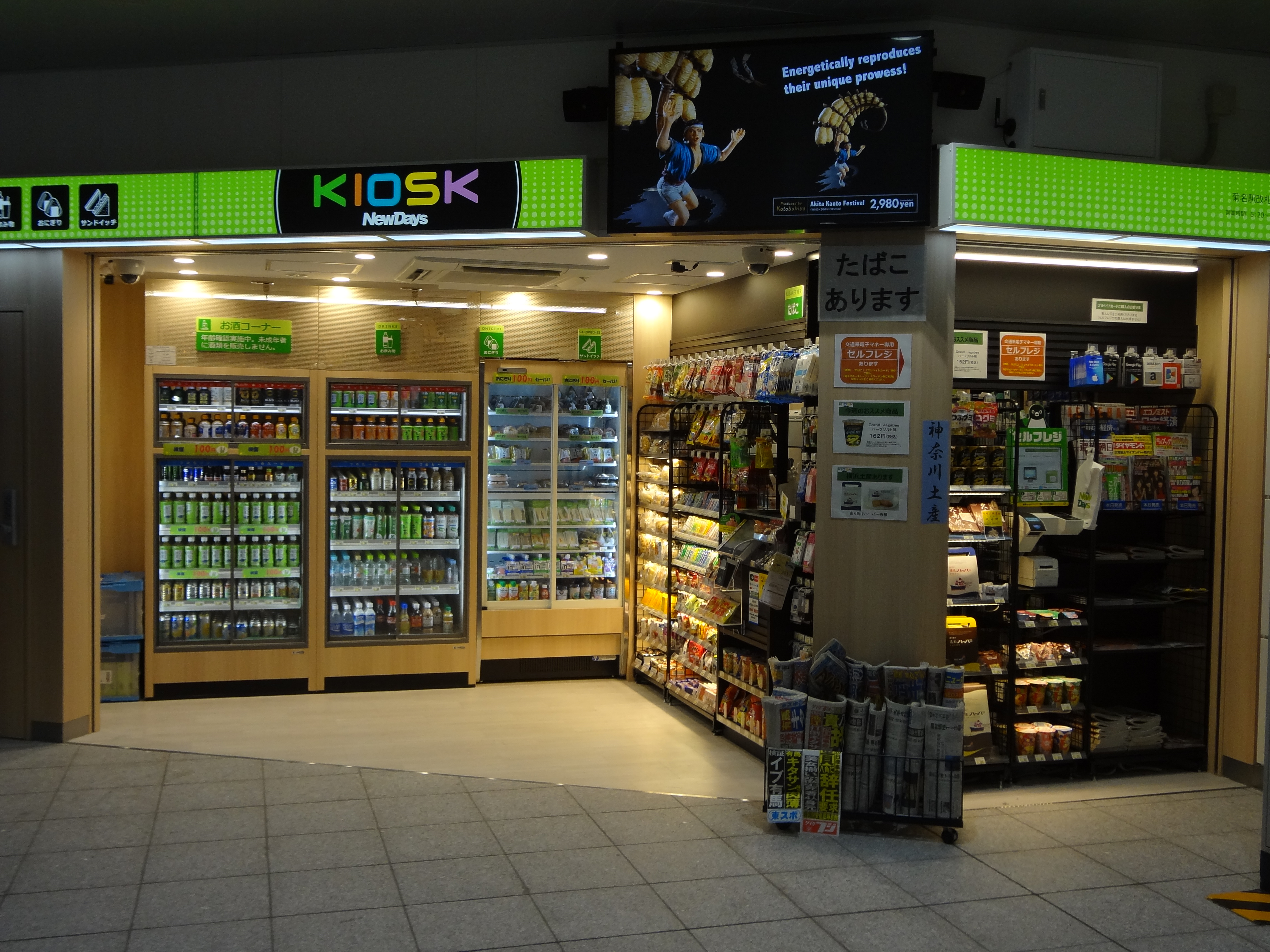
NewDaysKIOSK菊名站剪票口外店（2017年12月）

### 東急電鐵
本站是島式月台2面4線的地面車站，除S-TRAIN以外的全旅客營業列車皆停靠本站，是東橫線的主要車站之一。月台延續JR的月台編號，分別為3到6號線。剪票口設於橫濱方向。剪票口有電扶梯通往月台，並設有電梯往來月台和地面。廁所在站房內。商店「toks」位於上行月台。站內剪票口旁原先也有toks，但因無障礙工程而關閉。
特急誕生以前，本站的轉乘廣播提及橫濱線與新幹線（東海道新幹線），過去站內的轉乘看板也寫上「新幹線」。收費座席指定列車「S-TRAIN」雖停靠本站但不進行載客服務。

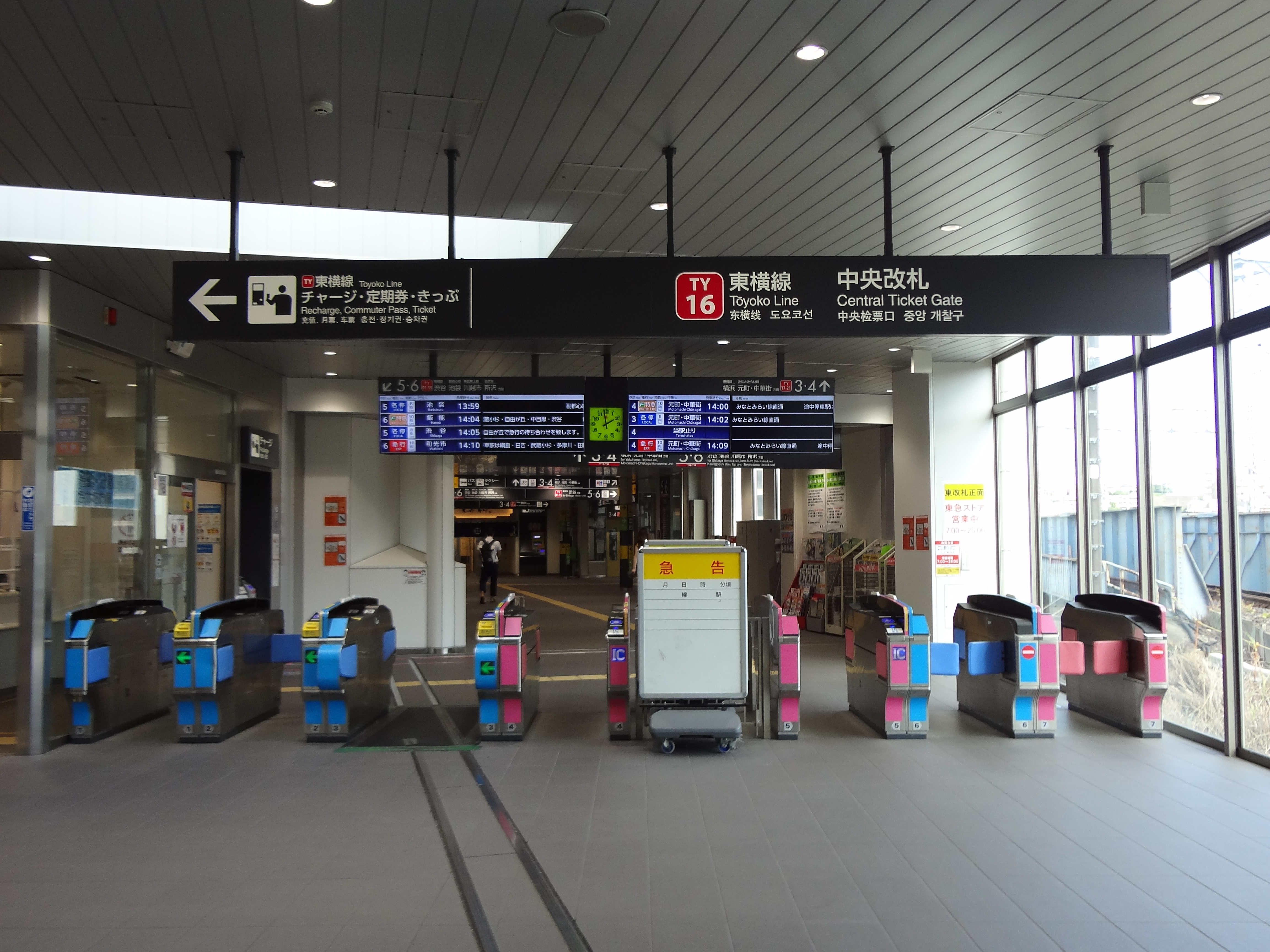
中央驗票口(2020年8月)

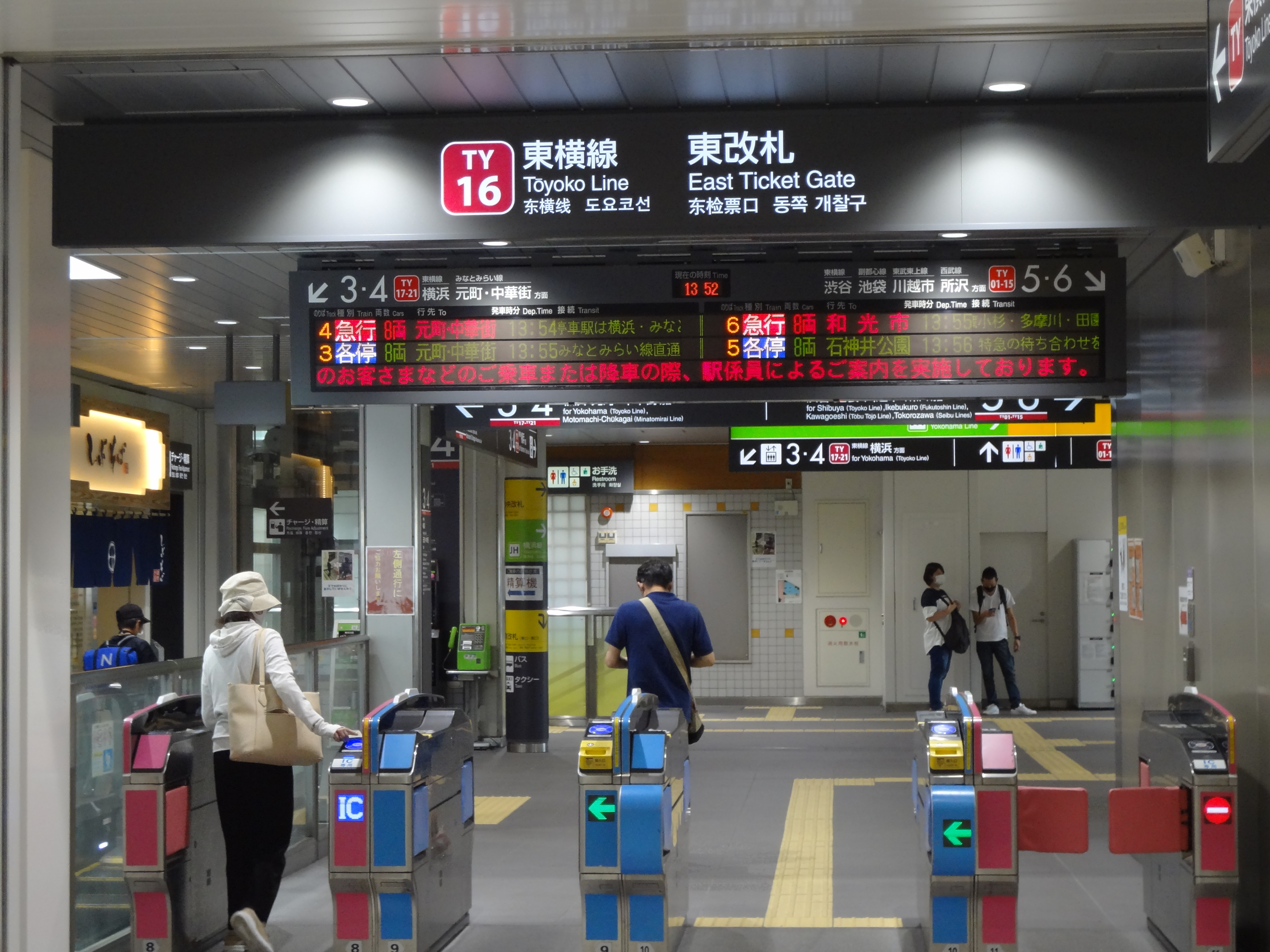
東驗票口(2020年8月)

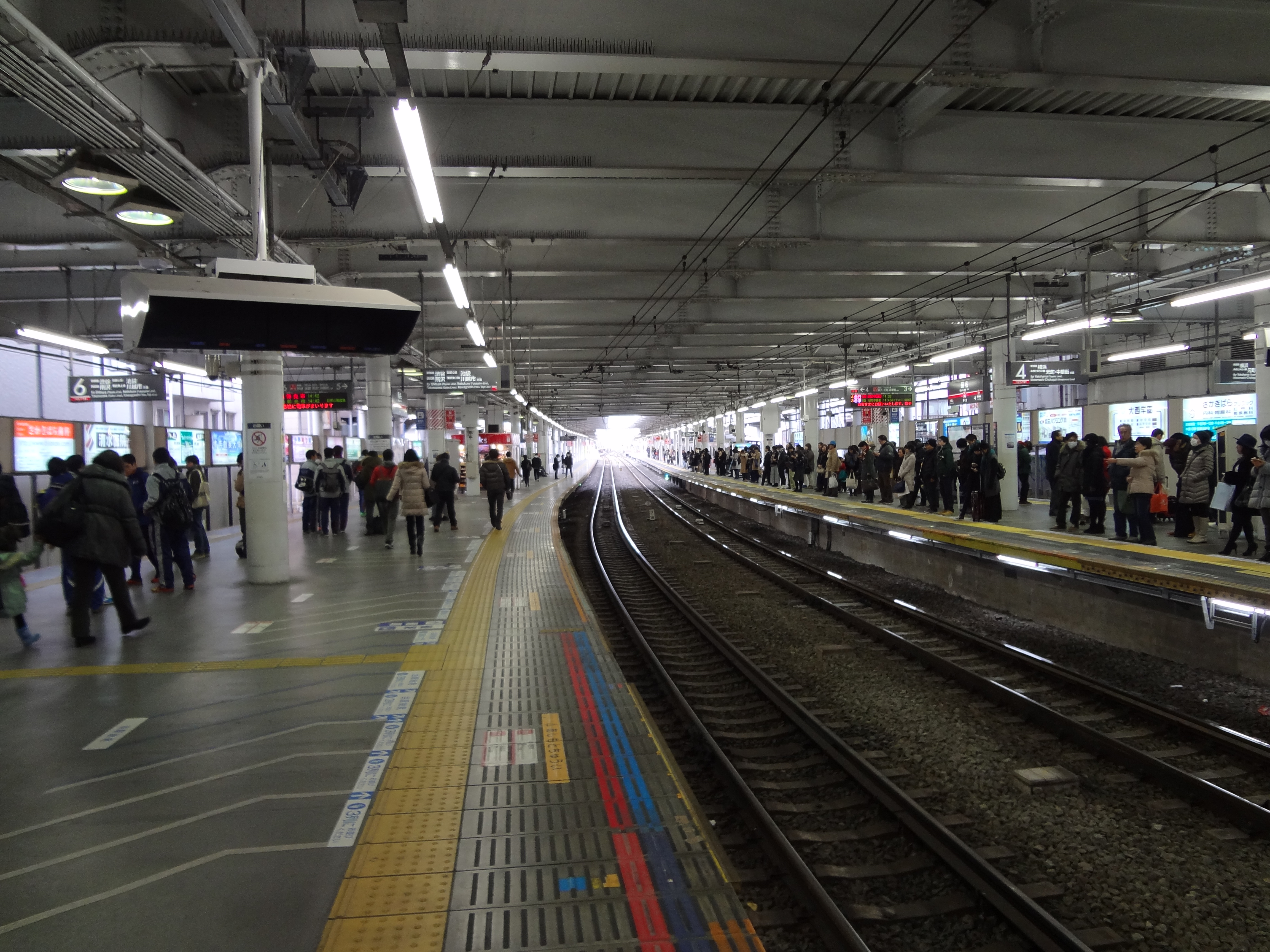
月台(2016年1月)

#### 月台配置
| 月台 | 路線   | 方向 | 目的地                                                   |
| ---- | ------ | ---- | -------------------------------------------------------- |
| 3、4 | 東橫線 | 下行 | 橫濱、 港未來21線 元町·中華街方向                        |
| 5、6 | 東橫線 | 上行 | 澀谷、 副都心線 池袋、 池袋線 所澤、 東上本線 川越市方向 |

（來源：東急電鐵:車站構內圖 （页面存档备份，存于））

#### 緩急接續
特急列車開始營業後，除部分列車外，本站與自由丘站全日實施緩急接續。基本上，3、5號線為副本線，停靠各站停車。4、6號線為主本線，停靠優等列車。但上行有部分時段改成5號線停靠優等列車、6號線停靠各站停車實施緩急接續。
未在本站實施緩急接續的各站停車基本上會使用主本線的4、6號線，但由於部分班次要使用拖上線出入庫，會改而使用3、5號線的副本線。
特急誕生以前，上行5號線是主本線、6號線是副本線，兩線的進站速度限制在35km/h。特急營運後，由於外側的6號線橫濱方向站前彎道有經過改良，可以提高速度進站，因此6號線成為主本線。改良後的6號線進站速度提升至55km/h，5號線降低至25km/h。

#### 拖上線

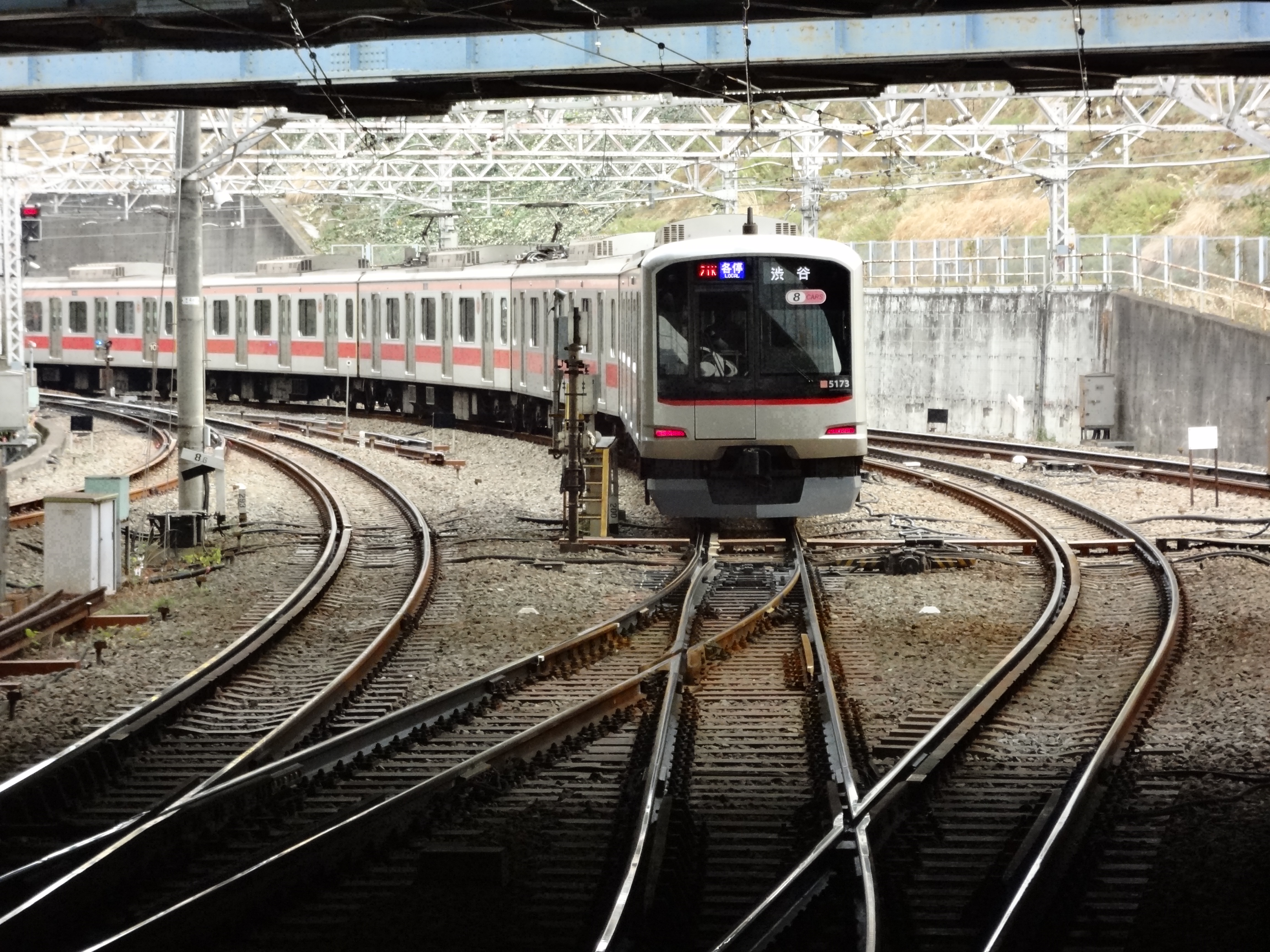
上行月台望向拖上線與橫濱方向（2016年1月）

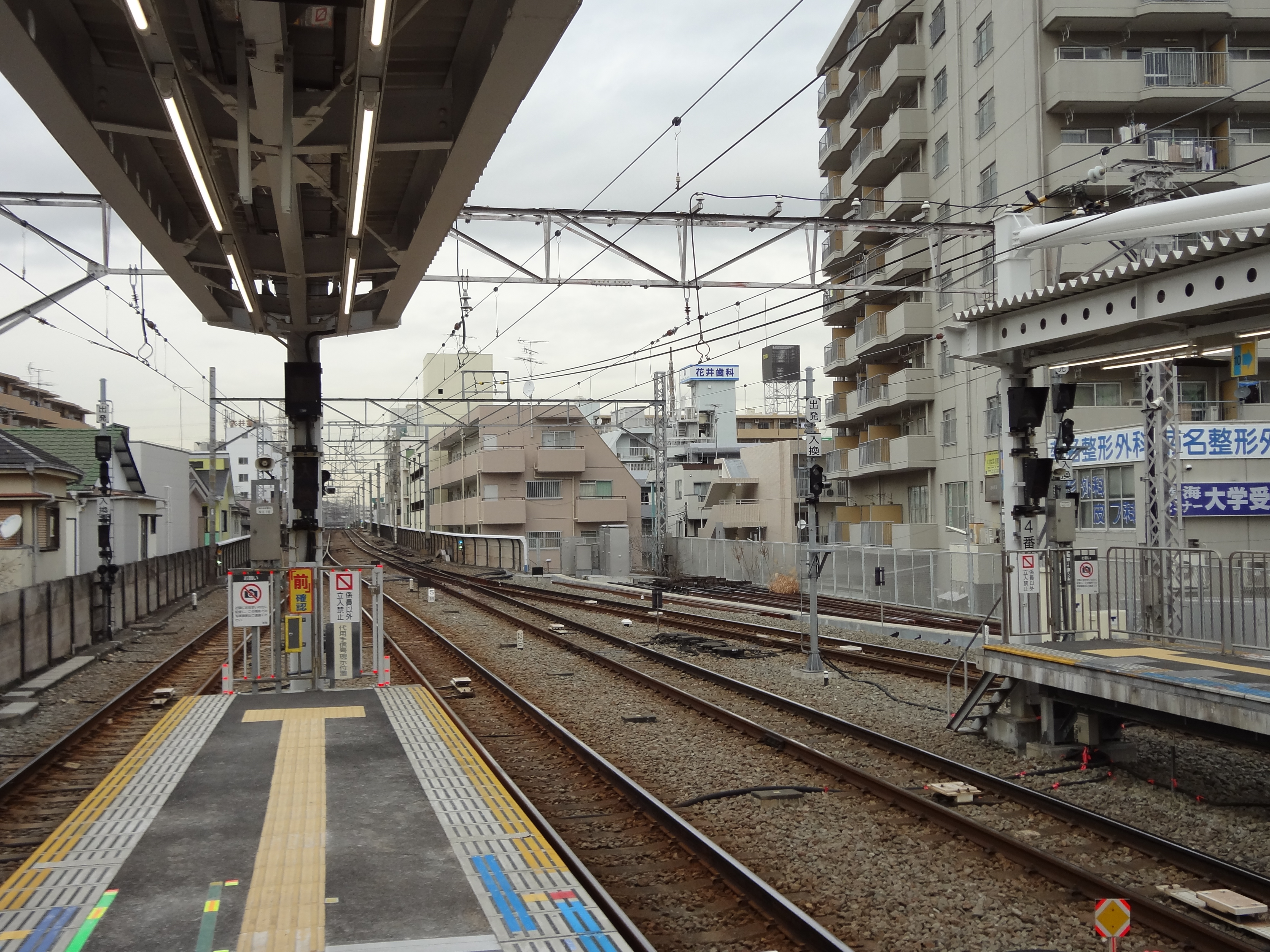
上行月台剪式橫渡線的號誌機（2016年1月）

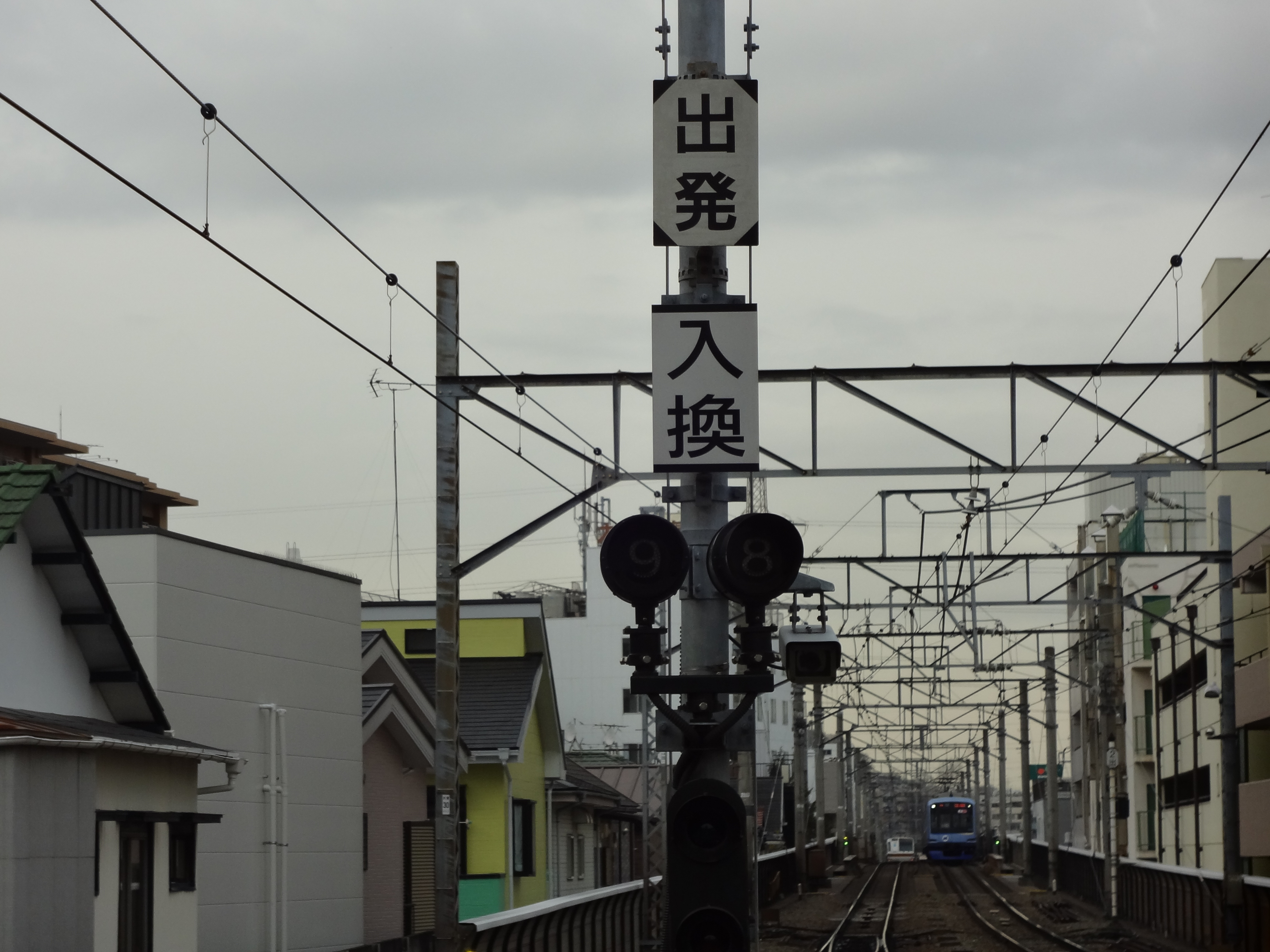
上行月台的橫渡線燈號（2016年1月）

本站往橫濱方向有Y字的拖上線，可供4、5號線列車進入，主要由池袋站、澀谷站 - 本站間的各站停車以及部分急行（8輛編組）、副都心線方向折返、回送、試車、夜間放置等情形使用，拖上線有效長度對應八輛編組（20公尺車輛）。
夜間的停放列車會在隔天早晨發往澀谷方向。
2013年3月15日以前，東橫線、東京地下鐵日比谷線直通列車全部都為八輛編組，因此本站起訖列車都可使用拖上線。2013年3月16日本站起訖的部分急行列車改為十輛編組，無法再使用拖上線，因此在2012年度中於本站 - 大倉山站 間設置剪式橫渡線以便列車折返。橫渡線設置處至環狀2號線新菊名橋的區間是本線兼拖上線，與橫濱方向的拖上線都有線路編號。拖上線是7號線，澀谷方向的本線兼拖上線下行線是8號線、上行線是9號線。
現在8、9號線是在澀谷方向無法通車時，列車往橫濱方向折返時使用。2014年（平成26年）2月15日元住吉站發生列車追撞事故時，當時就使用8、9號線開行本站 - 元町、中華街站區間列車。
配合橫渡線設置，本站下行3、4號月台澀谷方向有出發號誌機。

#### 開不了的平交道
1991年以前，澀谷側月台旁有平交道（大倉山3號平交道）。受限於此平交道與橫濱方向的急轉彎，月台長度僅150公尺、停靠20公尺級車輛七輛編組。因此，20公尺級車輛八輛編組列車的澀谷側先頭車（1號車）在靠站時會停在平交道上。日比谷線直通電車由於是18公尺級車輛八輛編組，因此能整列停在月台。在早上傍晚等時段待避急行的各債停車會停靠4 - 5分鐘左右，因此在尖峰時段，一小時有長達50分鐘左右無法開啟平交道，使得站旁的單行道嚴重堵塞。為了解決此現象，同年開始進行本站 - 大倉山間部分區間高架化並廢除三個平交道（大倉山1號 - 3號平交道）。過去僅行人可通行的大倉山2號平交道（現在SUMMIT STORE附近）也可開放車輛通過。2012年本站月台已能容納八輛編組，但為了配合2013年3月16日東京地下鐵副都心線相互直通運轉與優等列車10輛編組化，本站月台再往澀谷方向延伸2輛編組的長度。

#### 菊名問題
2005年7月25日起，東橫線的女性專用車廂設在橫濱方向的先頭車（8號車），並導入在平日的特急、通勤特急、急行全部列車。由於本站月台唯一一處階梯就在8號車位置，但由於是女性專用車，因此男性乘客只能湧入7號車，造成所謂的「菊名問題」。當初在設定女性專用車廂時，考慮到若是設在澀谷側先頭車（1號車），澀谷站月台將會因其構造使得男性乘客湧入2號車，因此才會選擇在8號車導入。2006年7月18日，女性專用車廂改為5號車，同時將設定時段縮短。
2013年3月18日起，東橫線的女性專用車與直通運轉的東京地下鐵副都心線一樣改到澀谷側先頭車（1號車），且時段再次縮短，但也導入在各站停車使得全列車皆有女性專用車廂。

## 使用情況
- JR東日本 - 2016年度1日平均上車人次為53,228人[利用客数 1]。
JR東日本全體第90位，橫濱線內次於長津田站（全部20個車站當中排行第6位）。
- 東急電鐵 - 2016年度1日平均上下車人次為137,978人[利用客数 2]。
東橫線內次於日吉站排行第6位。

近年1日平均上下車人次推移如下表（JR除外）。
| 年度               | 東京急行電鐵/東急電鐵 | 東京急行電鐵/東急電鐵 |
| 年度               | 1日平均 上下車人次    | 增長率                |
| ------------------ | --------------------- | --------------------- |
| 2002年（平成14年） | 111,024               |                       |
| 2003年（平成15年） | 112,633               | 1.4%                  |
| 2004年（平成16年） | 114,036               | 1.2%                  |
| 2005年（平成17年） | 115,380               | 1.2%                  |
| 2006年（平成18年） | 119,083               | 3.2%                  |
| 2007年（平成19年） | 129,908               | 9.1%                  |
| 2008年（平成20年） | 127,268               | -2.0%                 |
| 2009年（平成21年） | 127,008               | -0.2%                 |
| 2010年（平成22年） | 130,348               | 2.6%                  |
| 2011年（平成23年） | 129,446               | -0.7%                 |
| 2012年（平成24年） | 132,140               | 2.1%                  |
| 2013年（平成25年） | 135,171               | 2.3%                  |
| 2014年（平成26年） | 134,179               | -0.7%                 |
| 2015年（平成27年） | 137,195               | 2.2%                  |
| 2016年（平成28年） | 137,978               | 0.6%                  |

近年1日平均上車人次推移如下表。
| 年度               | JR東日本 | 東京急行電鐵/東急電鐵 | 來源                |
| ------------------ | -------- | --------------------- | ------------------- |
| 1980年（昭和55年） |          | 37,244                |                     |
| 1981年（昭和56年） |          | 38,564                |                     |
| 1982年（昭和57年） |          | 39,148                |                     |
| 1983年（昭和58年） |          | 40,156                |                     |
| 1984年（昭和59年） |          | 40,803                |                     |
| 1985年（昭和60年） |          | 40,967                |                     |
| 1986年（昭和61年） |          | 42,499                |                     |
| 1987年（昭和62年） |          | 44,079                |                     |
| 1988年（昭和63年） |          | 45,268                |                     |
| 1989年（平成元年） |          | 47,449                |                     |
| 1990年（平成02年） |          | 49,564                |                     |
| 1991年（平成03年） |          | 49,975                |                     |
| 1992年（平成04年） |          | 50,165                |                     |
| 1993年（平成05年） |          | 49,809                |                     |
| 1994年（平成06年） | 38,236   | 49,404                |                     |
| 1995年（平成07年） | 40,001   | 54,684                | [ 神奈川県統計 1 ]  |
| 1996年（平成08年） | 39,903   | 54,733                |                     |
| 1997年（平成09年） | 40,007   | 55,033                |                     |
| 1998年（平成10年） | 39,877   | 54,645                | [ 神奈川県統計 2 ]  |
| 1999年（平成11年） | 39,878   | 55,009                | [ 神奈川県統計 3 ]  |
| 2000年（平成12年） | 40,035   | 53,875                | [ 神奈川県統計 3 ]  |
| 2001年（平成13年） | 41,522   | 56,713                | [ 神奈川県統計 4 ]  |
| 2002年（平成14年） | 43,134   | 57,407                | [ 神奈川県統計 5 ]  |
| 2003年（平成15年） | 43,941   | 57,892                | [ 神奈川県統計 6 ]  |
| 2004年（平成16年） | 45,432   | 58,927                | [ 神奈川県統計 7 ]  |
| 2005年（平成17年） | 45,783   | 59,408                | [ 神奈川県統計 8 ]  |
| 2006年（平成18年） | 47,309   | 61,229                | [ 神奈川県統計 9 ]  |
| 2007年（平成19年） | 51,380   | 66,358                | [ 神奈川県統計 10 ] |
| 2008年（平成20年） | 49,566   | 65,272                | [ 神奈川県統計 11 ] |
| 2009年（平成21年） | 49,742   | 64,244                | [ 神奈川県統計 12 ] |
| 2010年（平成22年） | 50,969   | 66,331                | [ 神奈川県統計 13 ] |
| 2011年（平成23年） | 50,595   | 65,663                | [ 神奈川県統計 14 ] |
| 2012年（平成24年） | 51,612   | 67,079                | [ 神奈川県統計 15 ] |
| 2013年（平成25年） | 53,155   | 68,498                | [ 神奈川県統計 16 ] |
| 2014年（平成26年） | 52,577   | 67,819                | [ 神奈川県統計 17 ] |
| 2015年（平成27年） | 53,349   | 69,249                | [ 神奈川県統計 18 ] |
| 2016年（平成28年） | 53,228   |                       |                     |

## 車站周邊
車站周邊是寧靜的住宅區。
本站以東橫線為界分為東口與西口，東西自由通道東口側是東急出入口，西口側是JR出入口。車站周邊道路非常窄小，沒有空間設置巴士總站或站前廣場。
原來東橫線開通時，車站預定地比現址更往橫濱側，並計畫導入東京橫濱電鐵（現東急電鐵）在田園調布、日吉「篠原學園都市」等地的開發構想，從車站打造放射狀道路。但為了與橫濱線轉乘，設站位置往澀谷方向移動。原設站位置與開發構想可見於現在的錦丘圓環。

### 車站大廳

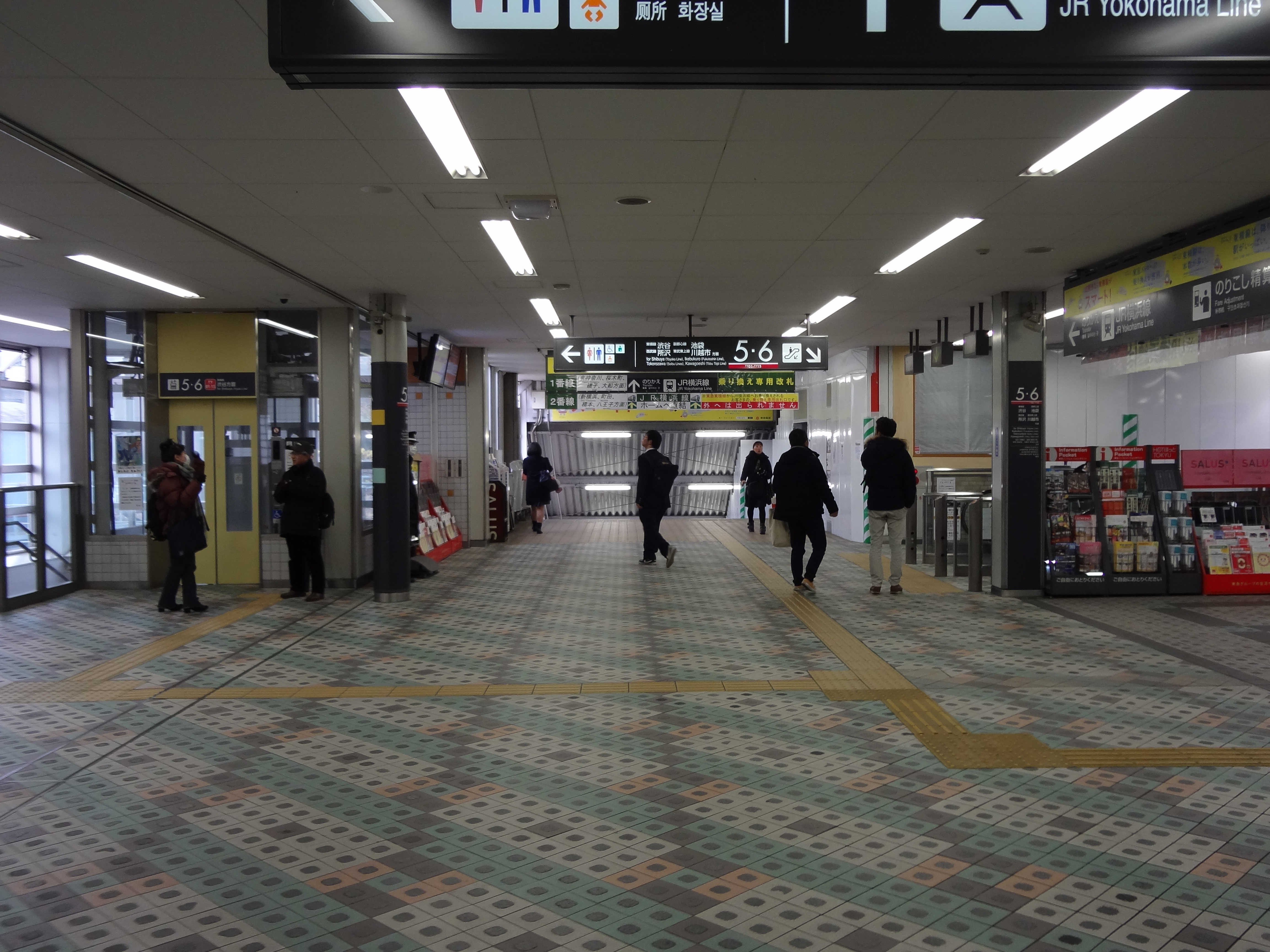
車站大廳（2016年1月23日）

連絡通道有大量通勤、通學轉乘人潮，尖峰時段十分擁擠。當新橫濱的橫濱國際綜合競技場（日產體育場）與橫濱體育館等舉行大型活動時，本站可見東橫線人潮大量湧入橫濱線，比平日尖峰時刻更為擁擠。
2017年12月17日廢除連絡剪票口後，轉乘須利用各自的剪票口。
本站JR、東急一日上下車人次總計可達約20萬人次，因此目前JR正在進行站房改良工程。

### 東口

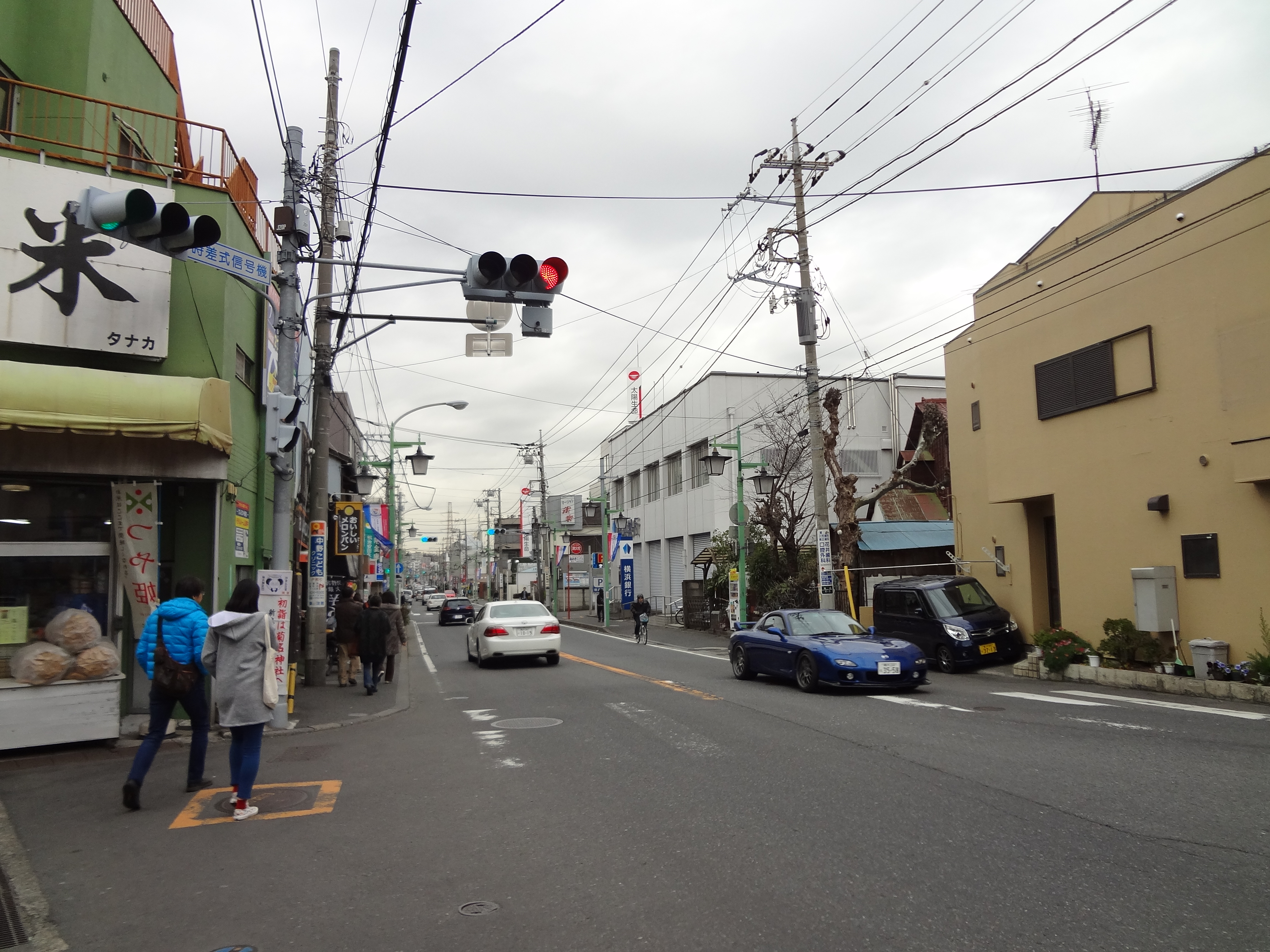
綱島街道（2016年1月23日）

東口為港北區菊名三丁目 - 菊名六丁目、鶴見區上之宮一丁目、上之宮二丁目方向。
站前有由南往北的單行道（舊綱島街道），整體上多公寓。此地有兩個「菊名站前」巴士站。一個是川崎鶴見臨港巴士的「菊名站前」巴士站，位於站前東口階梯下。另一個是橫濱市營巴士的「菊名站前」巴士站，在車站往北200公尺的綱島街道上（芝信用金庫前）。
由於沒有計程車乘車處，但臨港巴士的巴士站前方有個能停放一輛計程車的空間，民眾可至此地搭車。後續計程車則在後方的青木大樓前等待第一輛車離開後再前進。

### 西口
西口為港北區大豆戶町、錦丘、篠原北一丁目、篠原北二丁目方向
與東口一樣沒有站前廣場，也沒有巴士停靠。整體上是以獨棟住宅為主的住宅區。
站前商店街已空洞化。

### 商店、設施
- 超市
  - 東急store（日语：東急ストア）（站房內）
  - SUMMIT STORE

- 郵局、銀行
  - 港北郵便局（日语：港北郵便局）
    - 郵貯銀行港北店

  - 神奈川菊名郵便局
  - 橫濱銀行菊名支店
  - 芝信用金庫菊名支店

- 學校

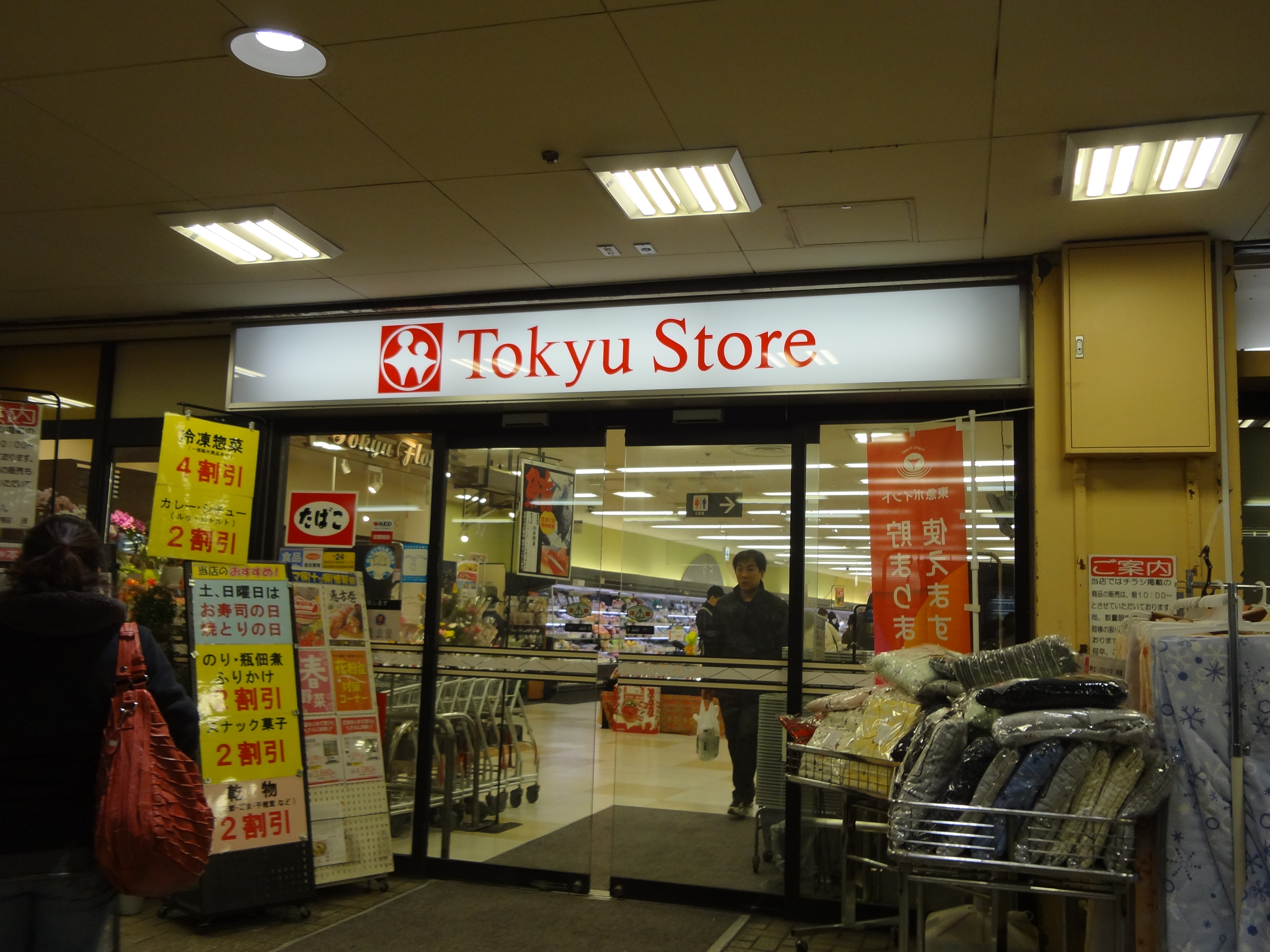
站內的東急store（2016年1月23日）

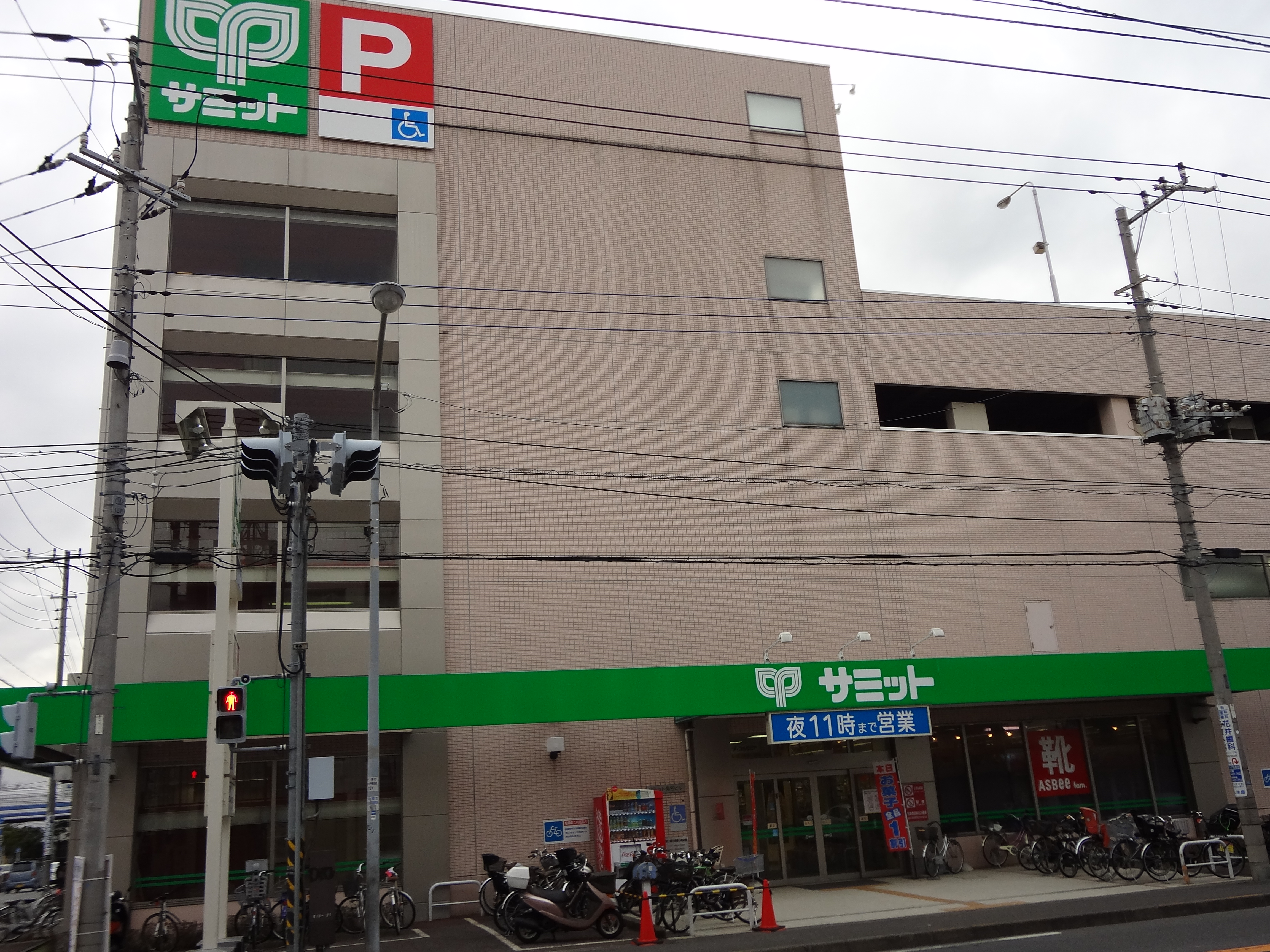
SUMMIT STORE（2016年1月23日）

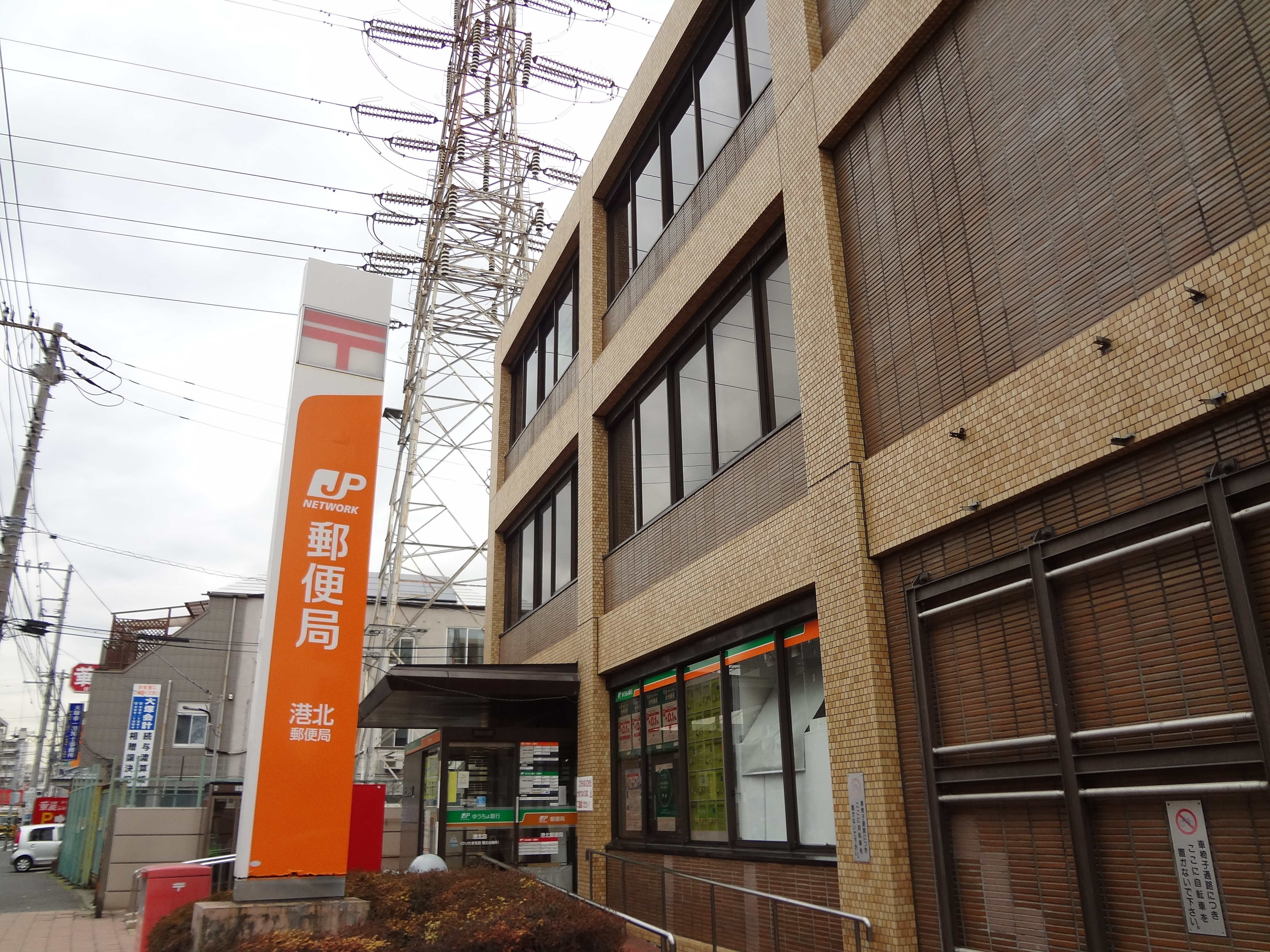
港北郵便局（2016年1月23日）

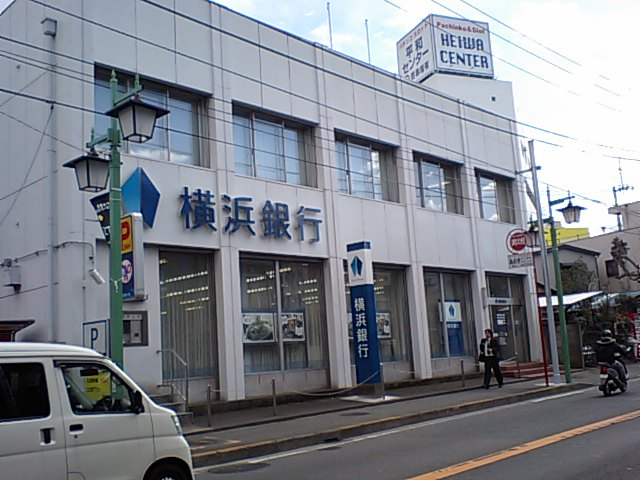
橫濱銀行菊名支店

  - 高木學園女子高等學校（日语：高木学園女子高等学校） / 高木學園附屬幼稚園
  - 橫濱市立菊名小學校（日语：横浜市立菊名小学校）
  - 菊名駕駛學校
  - 橫濱市醫師會看護專門學校（菊名紀念醫院旁）

- 本社企業
  - AMANO（日语：アマノ）株式會社

- 其他
  - 橫濱市立港北圖書館 / 橫濱市菊名地區中心
  - 菊名山蓮勝寺
  - 菊名神社
  - 大寶山本乘寺
  - 菊名紀念醫院（日语：菊名記念病院）
  - 日本基督教團橫濱菊名教會附屬菊名愛兒園
  - 菊名貝塚（日语：菊名貝塚）跡
  - 港北警察署（日语：港北警察署）菊名站前交番

- 周邊道路
  - 綱島街道

## 巴士路線
- 菊名站前

各業者的乘車處不同。
- 川崎鶴見臨港巴士（日语：川崎鶴見臨港バス） - 車站東口前的舊綱島街道上。

| 系統名 | 主要行經地                   | 目的地     |
| ------ | ---------------------------- | ---------- |
| 鶴01   | 港北小學校前、馬場町、東寺尾 | 鶴見站西口 |

- 橫濱市營巴士 - 東口往北200公尺的綱島街道上。

| 乘車處 | 系統名  | 主要行經地                 | 目的地                                     |
| ------ | ------- | -------------------------- | ------------------------------------------ |
| 東側   | 41      | 東高校前、白幡、岸谷2丁目  | 鶴見站西口                                 |
| 東側   | 59      | 浦島丘、東神奈川站西口     | 橫濱站西口                                 |
| 西側   | 41 深夜 | 大倉山站前、新羽站、新開橋 | 川向町折返場                               |
| 西側   | 41 深夜 | 新菊名橋                   | 港北車庫 新橫濱站 （深夜巴士止於港北車庫） |
| 西側   | 59      | 熊野神社入口               | 綱島站 （末班車止於大豆戶交差點）          |

## 相鄰車站
東日本旅客鐵道（JR東日本）
 橫濱線
■快速
東神奈川（JH 13）－菊名（JH 15）－新橫濱（JH 16）
■各站停車
大口（JH 14）－菊名（JH 15）－新橫濱（JH 16）
 東急電鐵
 東橫線
■特急
武藏小杉（TY11）－菊名（TY16）－橫濱（TY21）
□通勤特急
日吉（TY13）－菊名（TY16）－橫濱（TY21）
■急行
綱島（TY14）－菊名（TY16）－橫濱（TY21）
■各站停車
大倉山（TY15）－菊名（TY16）－妙蓮寺（TY17）

### 條目本文的來源
1. 1 2  . 東日本旅客鉄道.   [2015-01-15]. （原始内容存档于2014-04-01）.
2. 1 2 3 4 5  東急の駅、pp.62-63。
3. ↑  週刊歴史でめぐる鉄道全路線06 東京急行電鉄 (1)（朝日新聞出版刊） 7ページ。初期有貨物列車行駛，末期則提供給甲種輸送使用。
4. ↑  50年史、p.1228。
5. ↑  鉄道友の会東京支部東急部会. . RAIL FAN (鉄道友の会). 2003-02-01, 50 (2): 8.
6. ↑   (PDF). HOT ほっと TOKYU (東京急行電鉄). 2009-10-20, (354)  [2015-01-15]. （原始内容 (pdf)存档于2015-06-23）.
7. ↑   (PDF). 東日本旅客鉄道. 2017-11-22  [2017-12-15]. （原始内容存档 (PDF)于2020-06-07）.
8. ↑  横浜市道路局記者発表資料「菊名駅が利用しやすくなります」PDF
9. ↑  . 東急電鉄.   [2016-03-17]. （原始内容存档于2016-03-06）.
10. ↑  ☆女性専用車両の位置を変更へ／東横線☆ 2006年1月5日 神奈川新聞（インターネットアーカイブ）

### 使用情況的來源
JR、私鐵1日平均使用人數
1. ↑  各駅の乗車人員 的存檔，存档日期2001-05-06. - JR東日本
2. ↑  2016年度乗降人員 （页面存档备份，存于） - 東急電鉄

JR東日本2000年度以後的上車人次
1. ↑  .   [2017-06-15]. （原始内容存档于2007-10-28）.
2. ↑  .   [2017-06-15]. （原始内容存档于2016-08-16）.
3. ↑  .   [2017-06-15]. （原始内容存档于2016-10-16）.
4. ↑  .   [2017-06-15]. （原始内容存档于2017-09-10）.
5. ↑  .   [2017-06-15]. （原始内容存档于2017-06-27）.
6. ↑  JR東日本 各駅の乗車人員（2005年度） 的存檔，存档日期2014-10-09.
7. ↑  .   [2017-06-15]. （原始内容存档于2017-06-27）.
8. ↑  .   [2017-06-15]. （原始内容存档于2016-10-16）.
9. ↑  .   [2017-06-15]. （原始内容存档于2017-06-27）.
10. ↑  .   [2017-06-15]. （原始内容存档于2017-06-08）.
11. ↑  JR東日本 各駅の乗車人員（2010年度） 的存檔，存档日期2014-10-06.
12. ↑  JR東日本 各駅の乗車人員（2011年度） 的存檔，存档日期2014-10-08.
13. ↑  JR東日本 各駅の乗車人員（2012年度） 的存檔，存档日期2014-10-07.
14. ↑  .   [2017-06-15]. （原始内容存档于2017-06-08）.
15. ↑  .   [2017-06-15]. （原始内容存档于2017-06-08）.
16. ↑  JR東日本 各駅の乗車人員（2015年度） 的存檔，存档日期2001-05-06.
17. ↑  JR東日本 各駅の乗車人員（2016年度） 的存檔，存档日期2001-05-06.

JR、私鐵的統計資訊
1. 1 2  横浜市統計ポータル （页面存档备份，存于） - 横浜市
2. ↑  各種報告書 （页面存档备份，存于） - 関東交通広告協議会
3. ↑  .   [2017-06-15]. （原始内容存档于2015-09-27）.

神奈川縣縣勢要覽
1. ↑  線区別駅別乗車人員（1日平均）の推移PDF
2. ↑  神奈川県県勢要覧（平成12年度）
3. 1 2  神奈川県県勢要覧（平成13年度）PDF
4. ↑  神奈川県県勢要覧（平成14年度）PDF
5. ↑  神奈川県県勢要覧（平成15年度）PDF
6. ↑  神奈川県県勢要覧（平成16年度）PDF
7. ↑  神奈川県県勢要覧（平成17年度）PDF
8. ↑  神奈川県県勢要覧（平成18年度）PDF
9. ↑  神奈川県県勢要覧（平成19年度）PDF
10. ↑  神奈川県県勢要覧（平成20年度）PDF
11. ↑  神奈川県県勢要覧（平成21年度）PDF
12. ↑  神奈川県県勢要覧（平成22年度）PDF
13. ↑  神奈川県県勢要覧（平成23年度）PDF
14. ↑  神奈川県県勢要覧（平成24年度）PDF
15. ↑  神奈川県県勢要覧（平成25年度）PDF
16. ↑  神奈川県県勢要覧（平成26年度）PDF
17. ↑  神奈川県県勢要覧（平成27年度）PDF
18. ↑  神奈川県県勢要覧（平成28年度）PDF

## 延伸閱讀
- 宮田道一. . JTBパブリッシング. 2008-09-01. ISBN 9784533071669.
- . 東京急行電鉄株式会社. 1973-04-18.

## 外部連結
- 車站資訊（菊名）：東日本旅客鐵道
- 菊名（各站資訊） - 東急電鐵